# Герберт Ріхтер
Герберт Ріхтер (нім. Herbert Richter, 26 квітня 1947) — німецький велогонщик.
Срібний призер Олімпійських Ігор 1972 року в командній гонці переслідування.
Срібний призер Чемпіонату світу з велоперегонів на треку 1970 (командна гонка переслідування), 1971 (командна гонка переслідування) років.